# Fantasma de Faddéyev-Popov
En física, un fantasma de Faddéyev-Popov (también llamado campo fantasma) es un campo adicional que se introduce en las teorías cuánticas de campos de tipo gauge para mantener la consistencia de la formulación de integral de caminos. Llevan el nombre de los físicos rusos Liúdvig Faddéyev y Víktor Popov.
La palabra "fantasma" también posee un significado más general en física teórica, los cuales se describen en la sección fantasmas generales en física teórica.

## Sobrecontabilización en las integrales de caminos de Feynman
La necesidad de fantasmas de Faddéyev-Popov vino del requerimiento de que en la formulación de integral de caminos, las teorías cuánticas de campos deben proporcionar soluciones inequívocas. Esto no es posible si una simetría de gauge está presente ya que no hay ningún procedimiento para seleccionar ninguna solución a partir de una serie de soluciones físicamente equivalentes, todas relacionadas por una transformación de gauge. El problema se deriva de las configuraciones del campo de las integrales de caminos sobrecontabilizadas relacionadas con las simetrías de gauge ya que estas corresponden al mismo estado físico; la medida de las integrales de caminos contiene un factor que no permite la obtención de varios resultados de forma directa a partir de la acción original usando métodos habituales (como diagramas de Feynman). Sin embargo, es posible modificar la acción de modo que los métodos habituales serían aplicables añadiendo algunos campos adicionales que rompen la simetría de gauge, los cuales son llamados campos fantasmas. Esta técnica se llama "procedimiento Faddéyev-Popov" (véase también cuantificación BRST). Los campos fantasmas son una herramienta computacional en la que no se corresponden a ninguna partícula real en estados externos: solo aparecen como partículas virtuales en los diagramas de Feynman —o como la ausencia de algunas configuraciones de gauge—. Sin embargo, son necesarias para preservar la unitariedad.
La forma o formulación exacta de los fantasmas es dependiente del gauge particular elegido, aunque algunos resultados físicos son obtenidos con todos los gauge. El gauge de Feynman-'t Hooft es, por lo general, el gauge más simple para este propósito y es al que se hace mención en el resto del artículo.

## Violación del teorema de la estadística del espín
Los fantasmas de Faddéyev-Popov violan el Teorema de la estadística del espín, lo que es otra razón por la que a menudo no se consideran como partículas físicas.
Por ejemplo, en las teorías relacionadas con el campo de Yang-Mills (como la cromodinámica cuántica) los fantasmas son campos escalares complejos (espín 0) pero anticonmutan, como los fermiones.
En general, los fantasmas anticonmutadores están asociados con las simetrías fermiónicas, mientras que los fantasmas conmutadores están asociados con las simetrías bosónicas.

## Campos de gauge y campos fantasma asociados
Cada campo de gauge tiene un fantasma asociado, y donde el campo de gauge adquiere una masa mediante el mecanismo de Higgs, el campo fantasma asociado adquirirá la misma masa (esto sólo ocurre en los gauge de Feynman-'t Hooft).

## Aparición en los diagramas de Feynman
En los diagramas de Feynman, los fantasmas aparecen como bucles cerrados compuestos por 3-vértices unidos al resto del diagrama mediante una partícula de gauge en cada vértice. Su contribución a la matriz S se cancela exactamente con una contribución de un bucle de partículas de gauge similar con solo acoplamientos 3-vértice o uniones de gauge al resto del diagrama. (Un bucle de partículas de gauge no totalmente compuestos de acoplamientos 3-vértice no se cancela con los fantasmas.) El signo opuesto de la contribución del fantasma y bucles de gauge se debe a que son de naturaleza opuesta a la de bosones o fermiones. (Los bucles fermiónicos cerrados tienen un -1 extra asociado a ellos; lo bucles bosónicos no.)

## Lagrangiano del campo fantasma
El lagrangiano de los campos fantasmas {\displaystyle c^{a}(x)\,} en las teorías relacionadas con el campo de Yang-Mills (donde {\displaystyle a} es un índice en la representación adjunta del grupo de gauge) viene dado por:
{\displaystyle {\mathcal {L}}_{\mathrm {ghost} }=\partial _{\mu }{\overline {c}}^{a}\partial ^{\mu }c^{a}+gf^{abc}(\partial ^{\mu }{\overline {c}}^{a})A_{\mu }^{b}c^{c}.}
El primer término es como un término cinético para campos escalares complejos habituales, y el segundo término describe la interacción con los campos de gauge. Hay que destacar que en las teorías de gauge abelianas (como la electrodinámica cuántica), los fantasmas no tienen ningún efecto ya que {\displaystyle f^{abc}=0} y, por ello, las partículas fantasmas no interactúan con los campos de gauge.

## Fantasmas generales en física teórica
A veces, se hace referencia a los fantasmas de Faddéyev-Popov como "fantasmas buenos". Los "fantasmas malos" representan a otros, con significado más general de la palabra "fantasma" en física teórica: estados de norma negativa -o campos con el signo del término cinético erróneo, como los fantasmas de Pauli-Villars- cuya existencia permite que las probabilidades sean negativas, violando la unitariedad como consecuencia.

## Cambiando la simetría
Las partículas fantasmas podrían obtener la simetría o romperla en los campos de gauge. De hecho, las partículas "fantasmas buenas" obtienen la simetría mediante la no modificación del "lagrangiano de fijación de gauge" en una transformación de gauge, mientras que las partículas "fantasmas malas" rompen la simetría mediante la incorporación de la matriz G no abeliana, la cual cambia la simetría. Esta fue la principal razón para introducir derivadas covariantes de gauge y contravariantes.